# Voleibol nos Jogos Olímpicos de Verão de 1984 - Feminino
O torneio feminino de voleibol nos Jogos Olímpicos de Verão de 1984 foi realizado na Long Beach Arena, Los Angeles, entre 30 de julho e 7 de agosto e organizado pela Federação Internacional de Voleibol (FIVB) em conjunto com o Comitê Olímpico Internacional (COI).

## Medalhistas
A China foi campeã olímpica de voleibol, derrotando os Estados Unidos na final. O Japão ganharam o bronze frente ao Peru.
|  | CHN China |  | USA Estados Unidos |  | JPN Japão |
|  | Lang Ping Liang Yan Zhu Ling Hou Yuzhu Yang Xilan Jiang Ying Li Yanjun Yang Xiaojun Zheng Meizhu Zhang Rongfang Su Huijuan Zhou Xiaolan |  | Paula Weishoff Sue Woodstra Rita Crockett Laurie Flachmeier Carolyn Becker Flo Hyman Rose Magers Julie Vollertsen Debbie Green Kim Ruddins Jeanne Beauprey Linda Chisholm |  | Yumi Egami Kimie Morita Yuko Mitsuya Miyoko Hirose Kyoko Ishida Yoko Kagabu Norie Hiro Kayoko Sugiyama Sachiko Otani Keiko Miyajima Emiko Odaka Kumi Nakada |

## Qualificação
| Torneio de qualificação          | Data                      | Sede         | Vagas | Qualificados                           |  |
| -------------------------------- | ------------------------- | ------------ | ----- | -------------------------------------- |  |
| País-sede                        | 18 de maio de 1978        | Atenas       | 1     | Estados Unidos                         |  |
| Jogos Olímpicos de 1980          | 21–29 de julho de 1980    | Moscou       | 1     | União Soviética                        |  |
| Campeonato Mundial de 1982       | 12–25 de setembro de 1982 | Lima         | 1     | China                                  |  |
| Campeonato Asiático de 1983      | 10–17 de novembro de 1983 | Fukuoka      | 1     | Japão                                  |  |
| Campeonato Europeu de 1983       | 17–25 de setembro de 1983 | Rostock      | 1     | Alemanha Oriental · Alemanha Ocidental |  |
| Campeonato da NORCECA de 1983    | 12–16 de julho de 1983    | Indianapolis | 1     | Cuba · Canadá                          |  |
| Campeonato Sul-americano de 1983 | 2–6 de agosto de 1983     | São Paulo    | 1     | Peru                                   |  |
| Wild card                        | —                         | —            | 1     | Brasil                                 |  |
| Wild card                        | —                         | —            | 1     | Coreia do Sul                          |  |
| Total                            |                           |              | 8     |                                        |  |

## Composição dos grupos
| Grupo A            | Grupo B       |
| ------------------ | ------------- |
| Brasil             | Canadá        |
| China              | Japão         |
| Estados Unidos     | Peru          |
| Alemanha Ocidental | Coreia do Sul |

## Fase de grupos
Na fase de grupos, as seleções jogaram entre si repartidas em dois grupos de quatro equipas cada. Os dois melhores apuraram-se para as semifinais.
- Placar de 3–0 ou 3–1: 3 pontos para o vencedor, nenhum para o perdedor;
- Placar de 3–2: 2 pontos para o vencedor, 1 para o perdedor.

### Grupo A
|  | Equipes classificadas para as semifinais |

|     |                    |     | Jogos | Jogos | Jogos | Resultados | Resultados | Resultados | Resultados | Resultados | Resultados | Sets | Sets | Sets  | Pontos | Pontos | Pontos |
| Pos | Equipe             | Pts | T     | V     | D     | 3–0        | 3–1        | 3–2        | 2–3        | 1–3        | 0–3        | V    | P    | R     | V      | P      | R      |
| --- | ------------------ | --- | ----- | ----- | ----- | ---------- | ---------- | ---------- | ---------- | ---------- | ---------- | ---- | ---- | ----- | ------ | ------ | ------ |
| 1   | Estados Unidos     | 8   | 3     | 3     | 0     | 1          | 1          | 1          | 0          | 0          | 0          | 9    | 3    | 3,000 | 167    | 139    | 1.201  |
| 2   | China              | 6   | 3     | 2     | 1     | 2          | 0          | 0          | 0          | 1          | 0          | 7    | 3    | 2.333 | 144    | 101    | 1.426  |
| 3   | Alemanha Ocidental | 3   | 3     | 1     | 2     | 1          | 0          | 0          | 0          | 0          | 2          | 3    | 6    | 0.500 | 93     | 126    | 0.738  |
| 4   | Brasil             | 2   | 3     | 1     | 2     | 0          | 0          | 1          | 0          | 0          | 2          | 3    | 8    | 0.375 | 120    | 158    | 0.759  |

Ordenamento da classificação: 1) Número de vitórias; 2) Pontos; 3) Razão de sets; 4) Razão de pontos; 5) Confronto direto.
- 30 de julho

|                |     |                    |                   |  |
| China          | 3-0 | Brasil             | 15-13 15-10 15-11 |  |
| Estados Unidos | 3-0 | Alemanha Ocidental | 17-15 15-8 15-10  |  |

- 1 de agosto

|                |     |                    |                             |  |
| China          | 3-0 | Alemanha Ocidental | 15-5 15-6 15-3              |  |
| Estados Unidos | 3-2 | Brasil             | 12-15 10-15 15-5 15-5 15-12 |  |

- 3 de agosto

|                    |     |        |                        |  |
| Alemanha Ocidental | 3-0 | Brasil | 15-9 16-14 15-11       |  |
| Estados Unidos     | 3-1 | China  | 15-13 7-15 16-14 15-12 |  |

### Grupo B
|  | Equipes classificadas para as semifinais |

|     |               |     | Jogos | Jogos | Jogos | Resultados | Resultados | Resultados | Resultados | Resultados | Resultados | Sets | Sets | Sets  | Pontos | Pontos | Pontos |
| Pos | Equipe        | Pts | T     | V     | D     | 3–0        | 3–1        | 3–2        | 2–3        | 1–3        | 0–3        | V    | P    | R     | V      | P      | R      |
| --- | ------------- | --- | ----- | ----- | ----- | ---------- | ---------- | ---------- | ---------- | ---------- | ---------- | ---- | ---- | ----- | ------ | ------ | ------ |
| 1   | Japão         | 9   | 3     | 3     | 0     | 2          | 1          | 0          | 0          | 0          | 0          | 9    | 1    | 9,000 | 143    | 73     | 1.959  |
| 2   | Peru          | 5   | 3     | 2     | 1     | 1          | 0          | 1          | 0          | 0          | 1          | 6    | 5    | 1.200 | 123    | 125    | 0.984  |
| 3   | Coreia do Sul | 4   | 3     | 1     | 2     | 1          | 0          | 0          | 1          | 1          | 0          | 6    | 6    | 1,000 | 137    | 125    | 1.096  |
| 4   | Canadá        | 0   | 3     | 0     | 3     | 0          | 0          | 0          | 0          | 0          | 3          | 0    | 9    | 0,000 | 55     | 135    | 0.407  |

Ordenamento da classificação: 1) Número de vitórias; 2) Pontos; 3) Razão de sets; 4) Razão de pontos; 5) Confronto direto.
- 30 de julho

|       |     |               |                      |  |
| Peru  | 3-0 | Canadá        | 15-9 15-10 15-4      |  |
| Japão | 3-1 | Coreia do Sul | 8-15 15-11 15-2 15-7 |  |

- 1 de agosto

|               |     |        |                 |  |
| Coreia do Sul | 3-0 | Canadá | 15-10 15-1 15-3 |  |
| Japão         | 3-0 | Peru   | 15-8 15-7 15-5  |  |

- 3 de agosto

|       |     |               |                           |  |
| Peru  | 3-2 | Coreia do Sul | 15-8 15-6 7-15 6-15 15-13 |  |
| Japão | 3-0 | Canadá        | 15-6 15-6 15-6            |  |

## Fase final
Na fase final as seleções disputaram, no máximo, mais três jogos (para as equipas que discutiram as medalhas), em formato de eliminatória.
|  | Semifinal      | Semifinal      |   |             | Final               | Final |  |
|  |                |                |   |             |                     |       |  |
|  | 5 de agosto    |                |   |             |                     |       |  |
|  | Japão          | 0              |   |             |                     |       |  |
|  | China          | 3              |   |             |                     |       |  |
|  |                |                |   |             |                     |       |  |
|  |                |                |   |             | 7 de agosto         |       |  |
|  |                |                |   |             | China               | 3     |  |
|  |                | Estados Unidos | 2 |             |                     |       |  |
|  |                |                |   |             |                     |       |  |
|  |                |                |   |             |                     |       |  |
|  |                |                |   |             | Disputa pelo bronze |       |  |
|  | 5 de agosto    | 5 de agosto    |   | 7 de agosto | 7 de agosto         |       |  |
|  | Peru           | 2              |   | Japão       | 3                   |       |  |
|  | Estados Unidos | 3              |   |             | Peru                | 0     |  |

Semifinais
- 5 de agosto — semi-finais

|                |     |       |                  |  |
| Estados Unidos | 3-0 | Peru  | 16-14 15-9 15-10 |  |
| China          | 3-0 | Japão | 15-10 15-7 15-4  |  |

- 5 de agosto — classificação 5º-8º lugar

|                    |     |        |                        |  |
| Alemanha Ocidental | 3-0 | Canadá | 15-5 15-7 15-1         |  |
| Coreia do Sul      | 3-1 | Brasil | 13-15 15-13 15-9 15-10 |  |

Finais
- 7 de agosto — jogo de classificação 7-8

|        |     |        |                |  |
| Brasil | 3-0 | Canadá | 15-9 15-3 15-8 |  |

- 7 de agosto — jogo de classificação 5-6

|               |     |                    |                  |  |
| Coreia do Sul | 3-0 | Alemanha Ocidental | 15-10 15-10 15-2 |  |

- 9 de agosto — jogo de classificação 3-4

|       |     |      |                       |  |
| Japão | 3-1 | Peru | 13-15 15-4 15-7 15-10 |  |

- 9 de agosto — final

|       |     |                |                 |  |
| China | 3-0 | Estados Unidos | 16-14 15-3 15-9 |  |

## Classificação final
Esta foi a classificação final do torneio:
| Pos.              | Equipe             |
| ----------------- | ------------------ |
| Medalha de ouro   | China              |
| Medalha de prata  | Estados Unidos     |
| Medalha de bronze | Japão              |
| 4                 | Peru               |
| 5                 | Coreia do Sul      |
| 6                 | Alemanha Ocidental |
| 7                 | Brasil             |
| 8                 | Canadá             |